# U-Bahnhof Bismarckstraße

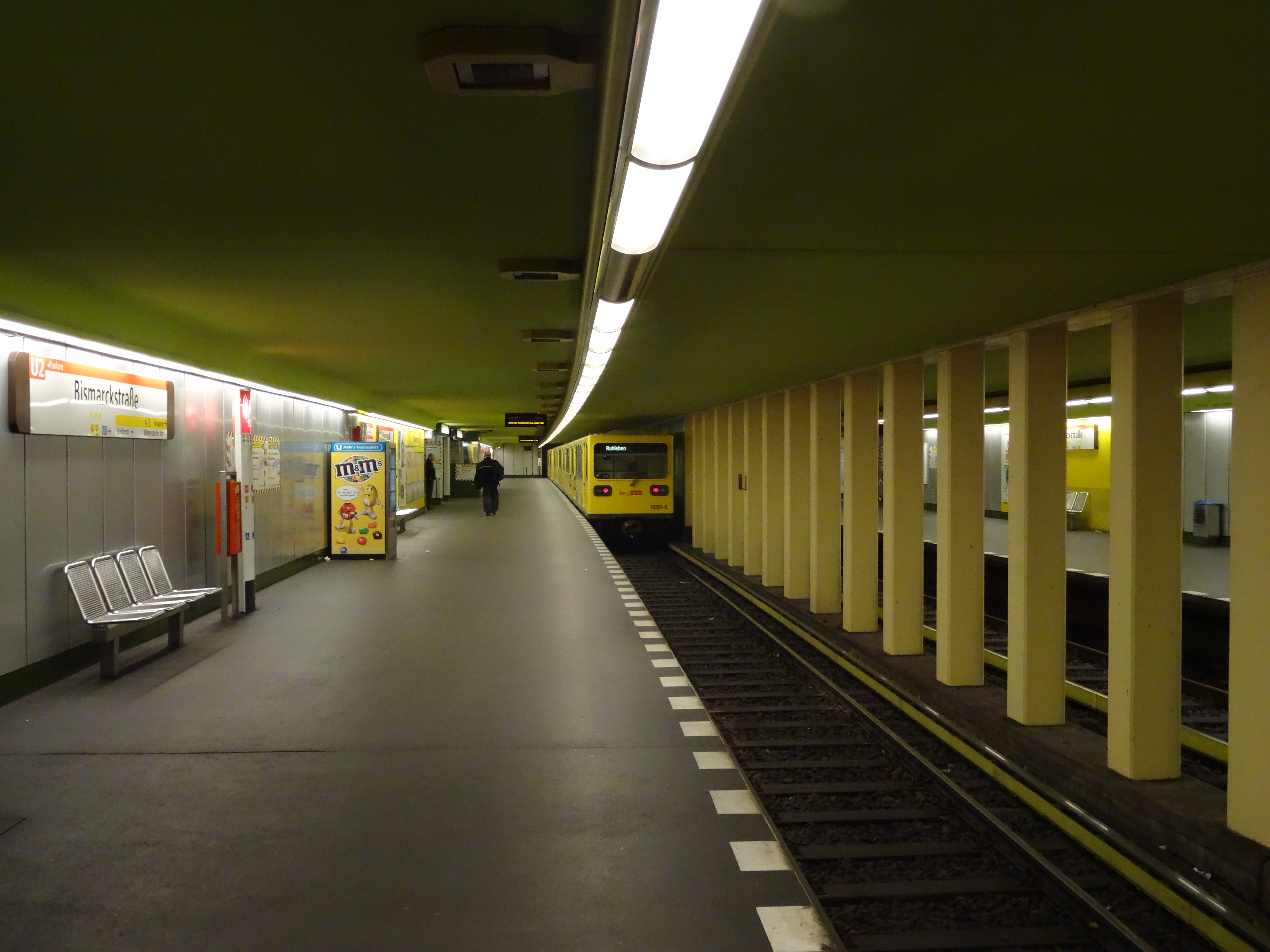
U-Bahnhof Bismarckstraße (Bahnsteig der U2)

Der U-Bahnhof Bismarckstraße ist ein Umsteigebahnhof der Berliner U-Bahn-Linien U2 und U7. Er befindet sich unter der Kreuzung Bismarck-/Wilmersdorfer Straße im Ortsteil Charlottenburg und wurde am 28. April 1978 eröffnet. Im Gegensatz zu den Nachbarbahnhöfen der U2 sticht er durch seine konträre Architektur heraus.

## Geschichte
Aufgrund des S-Bahn-Boykotts nach 1961 durch den Mauerbau und der Stilllegung der Straßenbahn wurde in West-Berlin die U-Bahn massiv ausgebaut. Dies betraf allerdings ausschließlich das modernere Großprofilnetz (die heutigen Linien U5 bis U9). Die Baumaßnahmen im Kleinprofilnetz beschränkten sich auf den Neubau von Umsteigebahnhöfen zu neuen U-Bahn-Linien. Im Bereich der heutigen U2 geschah dies 1978 in Charlottenburg, zwischen den bestehenden Bahnhöfen Deutsche Oper und Sophie-Charlotte-Platz.
Im Zuge des Baus der Linie 7, einer Tangentiallinie, die ohne Umweg über das westliche Berliner Stadtzentrum mehrere Bezirkszentren miteinander verbindet, wurden mehrere bestehende Strecken gekreuzt. Dazu gehörten unter anderem die Linien 4, 2 (heute: U3) und 1 (heute: teilweise U2). Die Kreuzung mit der letzteren entstand im Bereich Bismarck-/Wilmersdorfer Straße, 380 m westlich des Bahnhofs Deutsche Oper. Trotz des geringen Abstands wurde ein neuer Kreuzungsbahnhof errichtet, um die erforderliche Umsteigemöglichkeit zu schaffen. Der 380 m entfernte Nachbarbahnhof blieb dennoch bestehen. Zu Beginn der Bauarbeiten wurde zunächst am 2. Mai 1970 die Zweiglinie von der Deutschen Oper zum Richard-Wagner-Platz, seinerzeit als Linie 5 bezeichnet, stillgelegt. Diese Verbindung übernahm nach ihrer Fertigstellung die neue Linie 7.

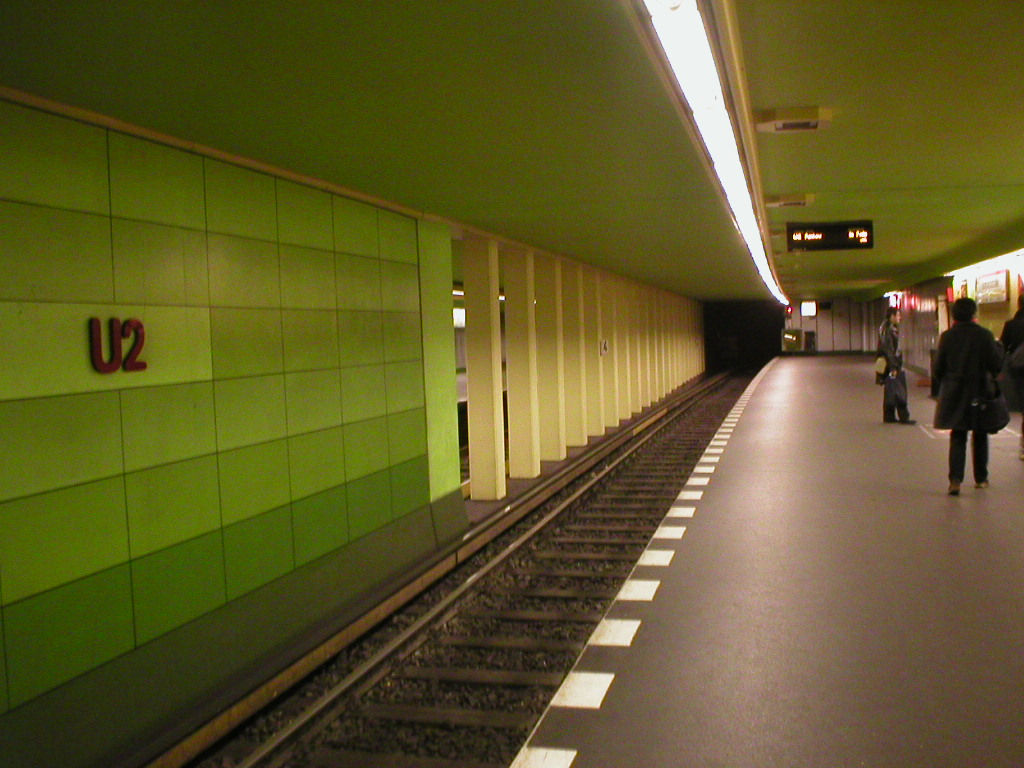
Obere Bahnsteigebene für die Züge der Linie U2 (vor der Sanierung)

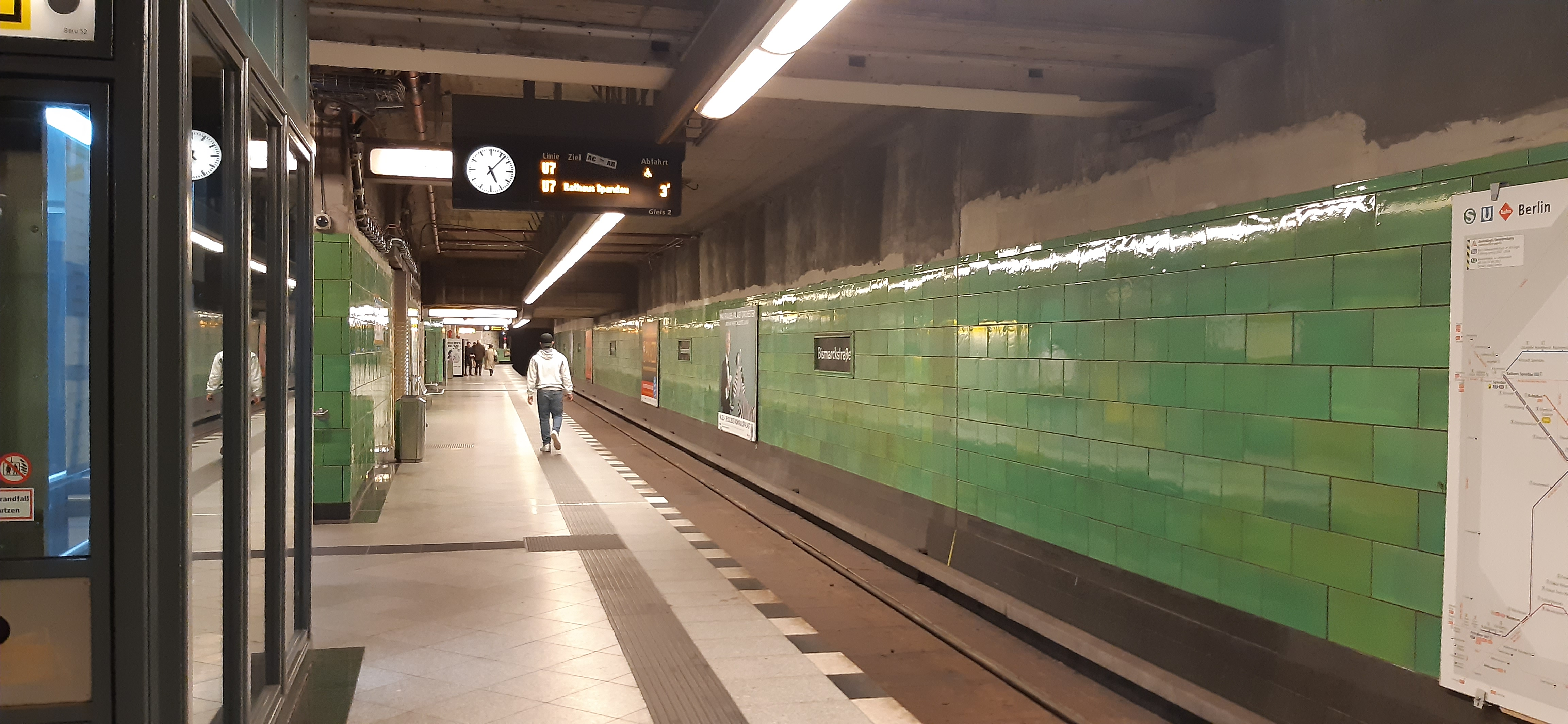
Unterer Bahnsteig für die Züge der Linie U7 (während der Sanierungsarbeiten im Oktober 2022)

Da der seinerzeit schon 70 Jahre alte Tunnel der damaligen Linie 1 nur aus schwach bewehrtem Beton bestand und die BVG damals keine Erfahrungen mit dieser Bauweise hatte, ließ sie die ganze Konstruktion einreißen und erbaute diese erneut aus einem komplett geschlossenen Stahlbetonrahmen. Danach konnte ein U-Bahnhof als Turmbahnhof ausgeführt werden, die beiden Bahnsteige lagen genau im rechten Winkel übereinander. Die Linie 7 erhielt einen 110 m langen und 11,6 m breiten Bahnsteig, für die Kleinprofillinie wurden dagegen zwei unkomfortable Seitenbahnsteige, die jeweils 4,5 m breit waren, errichtet. Für den Bau eines Mittelbahnsteigs hätten die Gleise auseinandergezogen und die Linie für lange Zeit stillgelegt werden müssen, worauf die Verkehrsbetriebe verzichten wollten. Dennoch reiht sich der Kleinprofilbahnhof damit gut in die Linie ein, denn auch die meisten anderen Bahnhöfe haben Seitenbahnsteige. Als Namen des neuen Bahnhofs wählte die Senatsverkehrsverwaltung Bismarckstraße. Damit entstand ein kleines Kuriosum, denn bis 1961 hatte der weiter östliche liegende U-Bahnhof Deutsche Oper diesen Namen und trug ihn bis 1978 als Namenszusatz.
Die ursprüngliche Gestaltung der beiden Bahnsteige übernahm, wie damals üblich, der Architekt Rainer G. Rümmler. Den unteren Teil des Bahnhofs, an dem die Züge der Linie U7 halten, ließ er mit Aluminiumplatten ausgestalten, die Bahnsteigwände erhielten weiße Metallbleche. Als Kontrast dazu dienten die in Schwarz gehaltenen Einfassungen der Bahnhofsschilder. Den Kleinprofilbahnsteig dominierten die Farben Grün und Gelb. Auch hier dienten jeweils rote Bahnhofsschilder und Sitzmöglichkeiten als Kontrast. Die Verlängerung der Linie 7 und der Turmbahnhof an der Bismarckstraße gingen am 28. April 1978 in Betrieb.
Seit Mai 1990 besitzt der Bahnhof Aufzüge, um auch Fahrgästen mit Kinderwagen und Rollstuhlfahrern das Umsteigen zwischen den Linien zu erleichtern. Sowohl in der Zeit seit Eröffnung bis zum Aufzugseinbau, als auch danach hatte sich der Bahnhof nicht wesentlich verändert. Allerdings fährt seit 1993 nicht mehr die Linie U1 zum Schlesischen Tor am oberen Bahnsteig, nun verkehrt hier die U2 nach Pankow.
Von Sommer 2009 bis Anfang 2010 wurden Teile des Bahnhofs renoviert. Einige Wandteile und Lampen wurden hierbei erneuert. Auf der Ebene der Linie U2 wurde die Wand zwischen den Gleisen mit der Darstellung einer Urwaldlandschaft versehen. Auf dem Bahnsteig der Linie U7 wurden der Fußboden komplett erneuert und Blindenleitstreifen eingebaut. Dieser war zuvor schwarz, nach der Renovierung ist er hellgrau gefliest, entsprechend dem Konzept der BVG, verstärkt helle Böden zu verwenden.

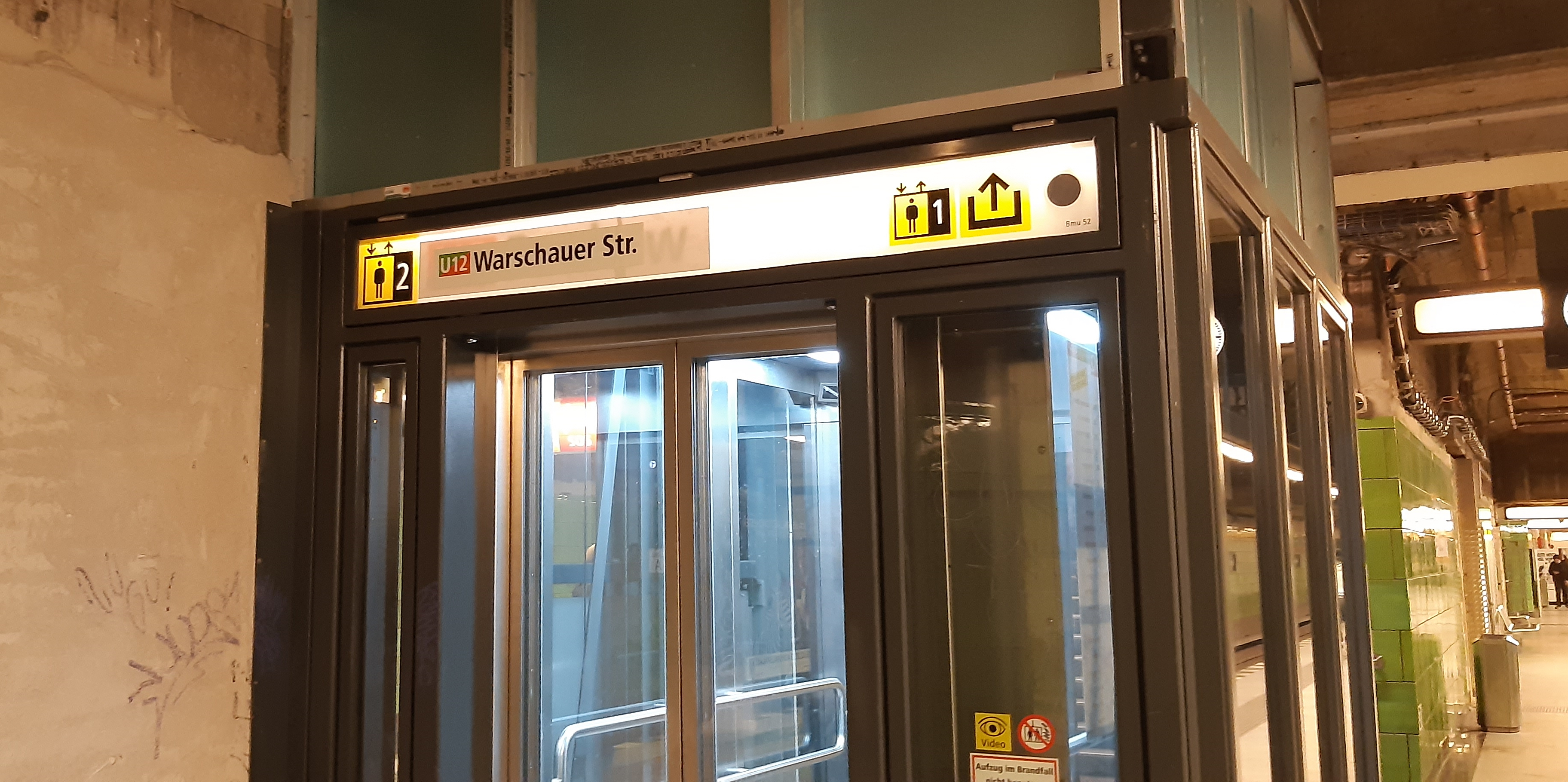
Einer der Aufzüge führt vom Bahnsteig der U7 zur darüberliegenden Ebene der U2 Richtung Pankow (zum Zeitpunkt der Aufnahme: U12 in Richtung Warschauer Straße)

Trotz der Aufzüge war der Bahnhof lange Zeit nicht barrierefrei, so fehlten noch die üblichen Blindenleitsysteme auf den Bahnsteigen der Linie U2. Dies wurde inzwischen nachgeholt.
Für 2013 plante die BVG eine Grundinstandsetzung des Bahnhofs. Für rund 12,8 Millionen Euro werden u. a. die Treppenanlagen, Vorhallen, Aufzüge und Rolltreppen erneuert. Die Sanierung beinhaltet eine vollständige Neugestaltung der Bahnsteige durch die Architekten Petra und Paul Kahlfeldt. Hierbei wird die ursprüngliche farbliche Differenzierung der beiden Ebenen zugunsten einer einheitlichen Wandgestaltung mit grün glasierten Fliesen aufgegeben. Die Arbeiten sollten im Laufe des Jahres 2019 abgeschlossen werden, nach neueren Angaben im April 2023, doch im Herbst 2023 waren Teile des Bahnsteigs immer noch im Sanierungsprozess.

## Anbindung
| Linie | Verlauf |
| ----- | --- |
|       | Pankow – Vinetastraße – Schönhauser Allee – Eberswalder Straße – Senefelderplatz – Rosa-Luxemburg-Platz – Alexanderplatz – Klosterstraße – Märkisches Museum – Spittelmarkt – Hausvogteiplatz – Stadtmitte – Mohrenstraße – Potsdamer Platz – Mendelssohn-Bartholdy-Park – Gleisdreieck – Bülowstraße – Nollendorfplatz – Wittenbergplatz – Zoologischer Garten – Ernst-Reuter-Platz – Deutsche Oper – Bismarckstraße – Sophie-Charlotte-Platz – Kaiserdamm – Theodor-Heuss-Platz – Neu-Westend – Olympia-Stadion – Ruhleben |
|       | Rathaus Spandau – Altstadt Spandau – Zitadelle – Haselhorst – Paulsternstraße – Rohrdamm – Siemensdamm – Halemweg – Jakob-Kaiser-Platz – Jungfernheide – Mierendorffplatz – Richard-Wagner-Platz – Bismarckstraße – Wilmersdorfer Straße – Adenauerplatz – Konstanzer Straße – Fehrbelliner Platz – Blissestraße – Berliner Straße – Bayerischer Platz – Eisenacher Straße – Kleistpark – Yorckstraße – Möckernbrücke – Mehringdamm – Gneisenaustraße – Südstern – Hermannplatz – Rathaus Neukölln – Karl-Marx-Straße – Neukölln – Grenzallee – Blaschkoallee – Parchimer Allee – Britz-Süd – Johannisthaler Chaussee – Lipschitzallee – Wutzkyallee – Zwickauer Damm – Rudow |

Der U-Bahnhof wird ausschließlich von den Linien U2 und U7 der U-Bahn bedient. Direkte Umsteigemöglichkeiten zu anderen Linien des öffentlichen Nahverkehrs bestehen nicht.